# Jansonia
Jansonia es un género de planta fanerógamas con dos especies perteneciente a la familia Fabaceae.
Algunos autores lo consideran un sinónimo del género Gastrolobium.

## Especies seleccionadas
- Jansonia formosa Kippist
- Jansonia pimeleoides (Meisn.) C.A.Gardner